# Rhopalopsole mataikan
Rhopalopsole mataikan är en bäcksländeart som beskrevs av Ignac Sivec och Bill P.Stark 2008. Rhopalopsole mataikan ingår i släktet Rhopalopsole och familjen smalbäcksländor. Inga underarter finns listade i Catalogue of Life.